# 万事达币
万事达币（Mastercoin）是建立在比特币链上的一种数字货币和传输协议。能够整合金融功能到一个加密货币中，这是它显著的成就之一。 已规划的目标包括开发分布式交易所，实现智能财产和存储钱包。
J.R.Willett已经在2012年1月发布了第一份关于万事达币协议的草案作为一份白皮书，里面提到在目前的比特币协议“可以作为一个协议层，基于该层创造新的规则从而不需要改变底层。”
2013年7月31号，万事达币项目正式启动，长达一个月的众筹期间，任何人都可以认购万事达币 - 协议使用数字标记进行交易 - 通过发送比特币到一个特定的“托管地址”。 当时的想法是，平台正处于开发中，数字标记将会变得更有价值，投资者可以出售他们的万事达币获取收益。 万事达币基金会，一个非营利组织被创建，为了更好地利用发送到托管地址的资金。 尽管曾经被警告过，万事达币或许仅仅是个细心策划的骗局，最终有500人 通过发送共5000个比特币参与该项目，当时价值50万美元。
2014年1月，受雇于万事达币基金会，J.R.Willet作为“首席架构师”全职参与该项目。
2014年2月，根据coinmarketcap.com统计的市值，万事达币成为第七大加密货币。